# Draža vas
Draža vas je naselje v Občini Slovenske Konjice.